# 広域緊急援助隊

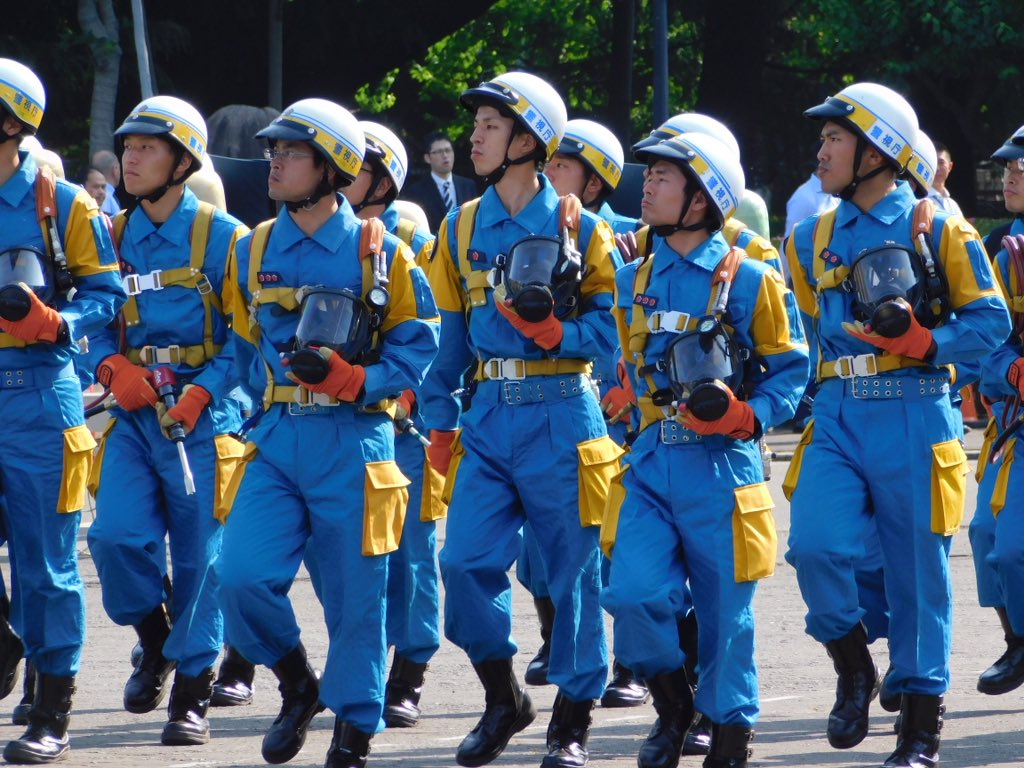
警視庁の広域緊急援助隊

広域緊急援助隊（こうえききんきゅうえんじょたい）とは、全国の都道府県警察本部に設置されている災害警備活動を行う部隊のこと。広緊隊（こうきんたい）と略称する。

## 概要
1995年に兵庫県南部を中心とした広い範囲に大規模な被害を与える阪神・淡路大震災が発生した。警察庁はこれに対して、全国の都道府県警察から多数の機動隊等を被災地に派遣し、災害救助に当たらせたが、消防に準じた救助工作車、救助資機材などの装備や、経験も技術も不足していたため、救助活動は難航した。
この震災での体験を教訓として、大規模災害に即応し高度の救出救助能力等を持つ災害対策専門の部隊が、全国の都道府県警察に必要だとして同年6月に「広域緊急援助隊」が創設された。
広域緊急援助隊は、国内において大規模な災害が発生し、又は発災するおそれがある場合、被災県の公安委員会からの援助の要求または警察庁長官の指示により、都道府県の枠を越えて出動する。
また、広域緊急援助隊の任務は
1. 被害情報、交通情報等の収集
2. 救出救助
3. 緊急交通路の確保
4. 検視、被災者等への安否情報の提供

とされている。
警察の災害活動は、警察法第二条に基づき、災害が発生した際に個人の生命、身体及び財産を保護し、公共の安全と秩序を維持する事を目的として行うもので、災害警備活動と称されている。
災害警備活動は、都道府県警察本部の警備部が主体となって行われる。警備部は暴動対策や、テロ対策などを担当している部署であるが、災害対策も主要任務の一つとされており、救助活動をはじめとする、災害警備活動を主導する。
消防の緊急消防援助隊とは異なり、広域緊急援助隊は、救助活動以外にも被災地の交通整理や防犯警戒、死亡した被災者の検視など、警察ならではの活動も行う。
毎年、各管区ごとに広域緊急援助隊が集結して合同訓練を実施している。また、近年は消防の救助隊の教育訓練へ機動隊員を派遣したり、合同訓練を行うなど、消防との連携強化を通じた練度の向上も図られている。
また、東日本大震災の教訓を元に平成25年に警察災害派遣隊が創設され同部隊は即応部隊として被災地で活動する役割を担うこととなった。

## 部隊の編制
広域緊急援助隊は、全国全ての都道府県警察に設置されており、約4,700人の隊員で構成されている。
隊員は、機動隊、管区機動隊、交通機動隊、高速道路交通警察隊、刑事部捜査第一課、鑑識課等の中から、災害警備に対する能力、体力、気力等を備えた者が選抜される。
広域緊急援助隊は任務に応じて、複数の班に分かれている。

### 先行情報班
機動隊・航空隊などで編成され、ヘリコプター等により迅速に被災地へ赴き、ヘリコプター、オフロードバイク等を活用して、被害情報、交通情報等災害対策のために必要な情報を多角的に収集し、警備本部等に報告する。

### 救出救助班
警視庁機動隊の機動救助隊や、道府県警察機動隊の救助任務を担当する機能別部隊などから編成され、救助資機材、災害活動用車両等を活用し、被災地の救出救助、行方不明者の捜索等、災害から直接人命を守る活動を行う。

#### 特別救助班
2005年には、極めて高度な救出救助能力を必要とする災害現場において、被災者をより迅速かつ的確に活動することを任務とする特別救助班（Police Team of Rescue Experts、通称P-REX）が全国12都道府県に設置された。北海道警察、宮城県警察、埼玉県警察、警視庁、神奈川県警察、静岡県警察、愛知県警察、大阪府警察、兵庫県警察、香川県警察、広島県警察、福岡県警察の広域緊急援助隊に、計18個班が設置されており、隊員の総数は約200名である。2017年には、京都、千葉、沖縄、新潟県警察にも新たに設置された。
2004年に発生した新潟県中越地震を教訓として創設されている。近年は隊員を消防へ研修派遣しており、その救助隊などと合同訓練が行われている。
季刊誌「Jレスキュー」（イカロス出版）2008年5月号p.6によれば、北海道警察は2007年に機動隊の隊員を消防へ研修派遣し、その中から優れた者を選抜して特別救助班を編成したとされている。また、同誌には札幌市消防局特別高度救助隊と、北海道警察特別救助班が実施した合同訓練の模様が掲載されている。この合同訓練は、2008年3月19日に大規模災害を想定して札幌市で行われた。さらに同誌の2008年7月号p.129には、静岡市消防局と静岡県警察が実施した合同訓練の模様が掲載されている。

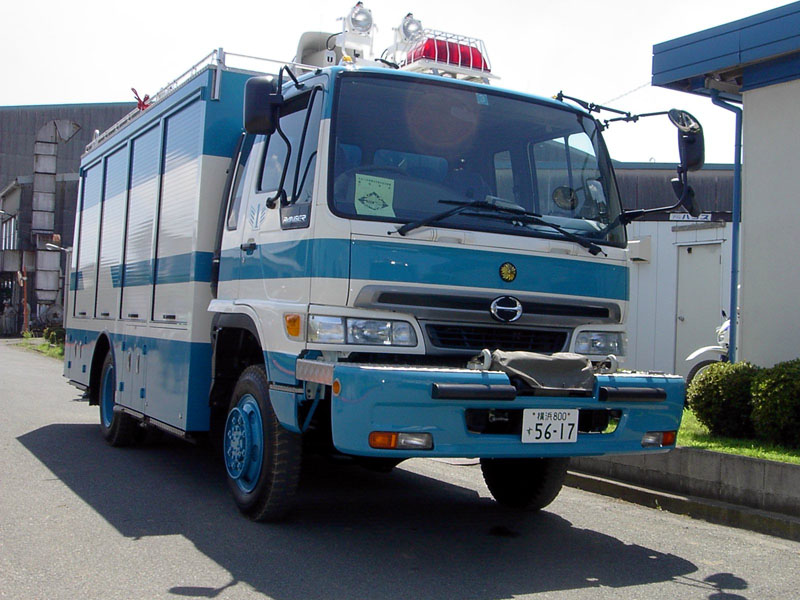
広域レスキュー車（Ⅱ型救助工作車） 神奈川県警察
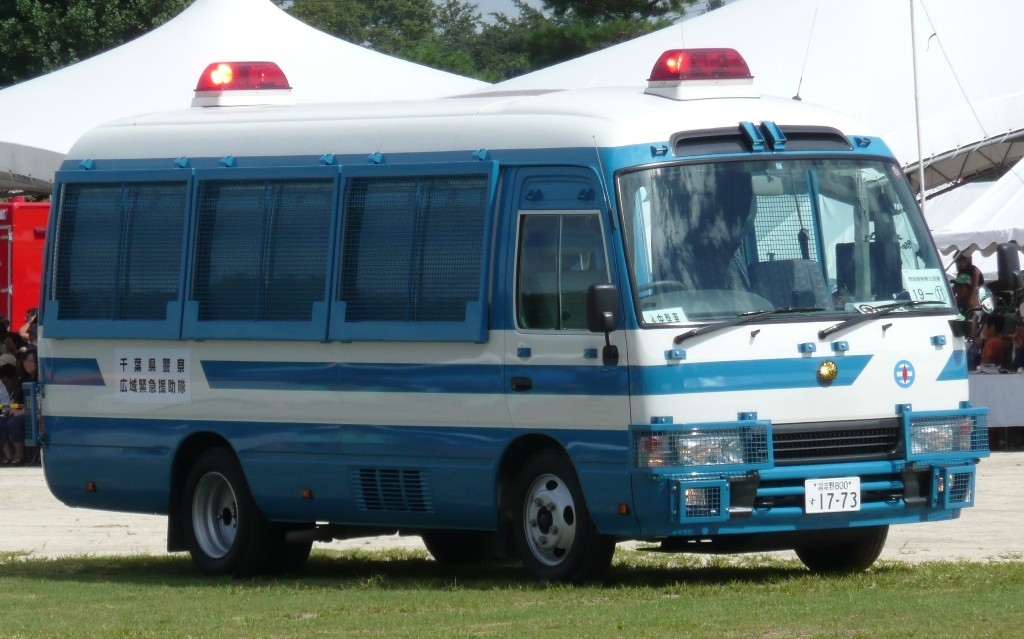
人員輸送車 千葉県警察
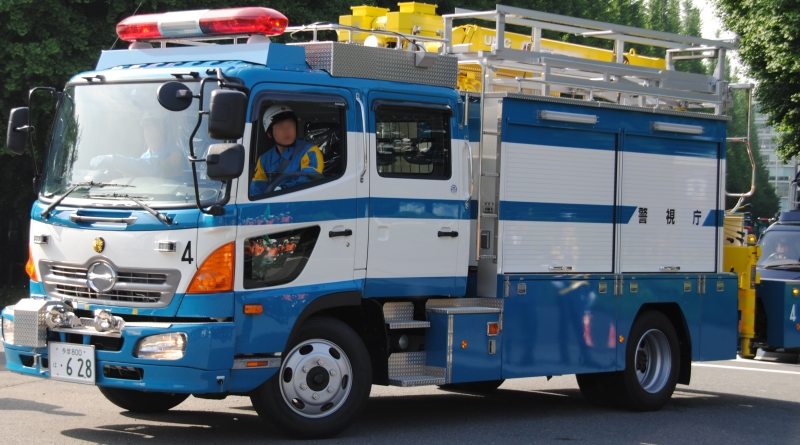
広域レスキュー車（Ⅲ型救助工作車） 警視庁
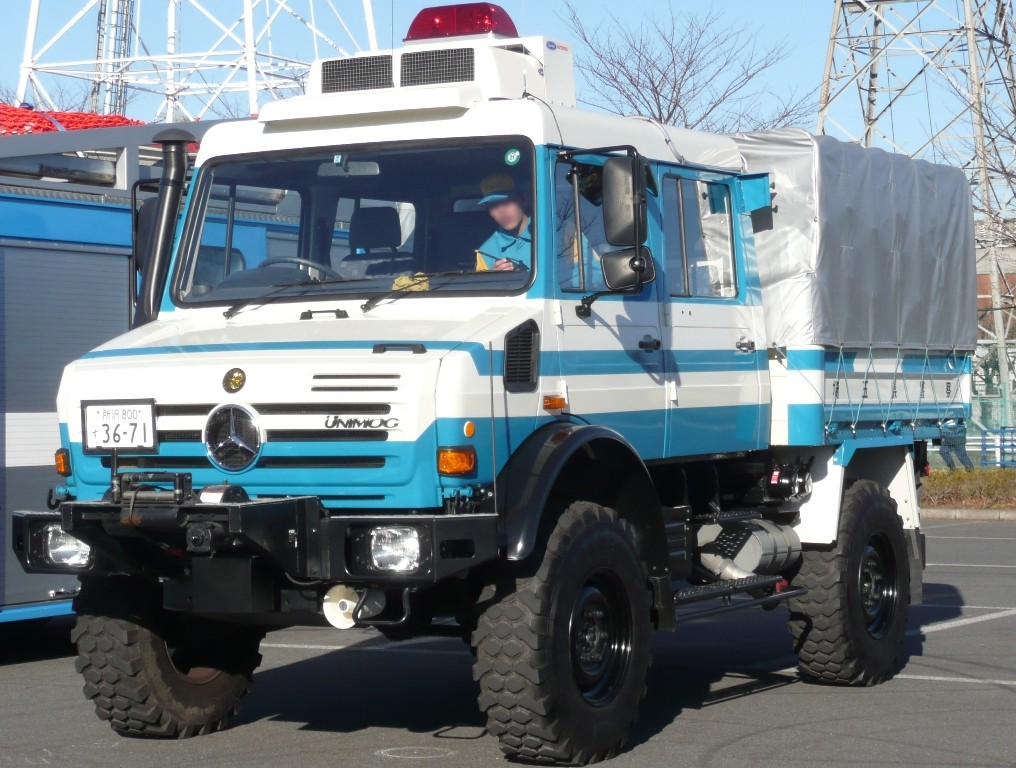
多目的災害活動車 埼玉県警察

### 交通対策班
交通機動隊・高速道路交通警察隊などで編成され、災害応急対策に従事する要員等が迅速に被災地に到着できるよう、緊急交通路の確保、緊急通行車両の先導等を行う。

### 検視班・被災者対応班
刑事部捜査第一課に所属する捜査員や、鑑識課員などで編成され、亡くなった被災者の身元の確認や死因の究明を行うとともに、遺体の引渡しや安否情報の提供を行う。
また、これらの班に加えて、機動警察通信隊が被災地に赴き
1. 臨時の無線中継所や臨時電話の設置
2. 被害状況等を把握するための映像伝送

など、情報通信の確保を行う。

## 過去に出動した災害、事故
- 1996年 - 蒲原沢土石流災害
- 2004年 - 新潟・福島豪雨
- 2004年 - 新潟県中越地震
- 2004年 - 有珠山噴火災害
- 2005年 - JR福知山線脱線事故
- 2005年 - JR羽越本線列車脱線事故
- 2007年 - 能登半島地震
- 2007年 - 新潟県中越沖地震
- 2008年 - 岩手・宮城内陸地震
- 2011年 - 東北地方太平洋沖地震（東日本大震災）
- 2014年 - 平成26年8月豪雨による広島市の土砂災害
- 2016年 - 熊本地震
- 2017年 - 平成29年7月九州北部豪雨
- 2018年 - 平成30年7月豪雨
- 2019年 - 令和元年東日本台風（台風19号）
- 2024年 - 能登半島地震